# Jill Dando
Jill Wendy Dando (* 9. November 1961 in Weston-super-Mare, Somerset; † 26. April 1999 in Fulham, London) war eine britische Fernsehmoderatorin, die einem bis heute ungeklärten Mord zum Opfer fiel.

## Leben
Dando war die Tochter eines Lokalreporter und begann ihre Laufbahn nach einem Journalistikstudium in Cardiff ebenfalls als Lokalreporterin bei der Zeitung ihrer Heimatstadt, bei der auch ihr Vater und älterer Bruder arbeiteten. 1985 wurde sie Radiojournalistin für den regionalen Radiosender der BBC in Devon und für das regionale Fernsehprogramm der BBC in Südwestengland. 1988 wechselte sie innerhalb der BBC nach London und präsentierte dort die Nachrichten. Ab 1995 moderierte sie die beliebte Sendung Crimewatch, bei der es um öffentliche Fahndung nach Kriminellen geht. 1997 wurde sie als BBC Personality of the Year ausgezeichnet. Wenige Monate vor ihrem Tod verlobte sie sich mit dem Gynäkologen Alan Farthing.
Am Morgen des 26. April 1999 verließ Dando das Haus ihres Verlobten und fuhr zu ihrer Wohnung in Fulham, wo sie um halb zwölf vormittags auf ihrer Haustreppe von einem Attentäter mit einem auf der Schläfe aufgesetzten Kopfschuss getötet wurde. Der Mörder hatte sie zuvor zum Niederknien gezwungen und erschoss sie von hinten. Ein Nachbar hörte noch einen Schrei des Opfers und erkannte einen etwa 1,80 m großen weißen Mann im Alter um die 40 Jahre als Täter. Der Mord erregte große Aufmerksamkeit und führte zu einer groß angelegten Polizeiuntersuchung. Bei der (nicht gefundenen) Mordwaffe handelte es sich um eine halbautomatische Pistole vom Kaliber 9 mm. Dando wohnte zu dieser Zeit schon nicht mehr in Fulham, sondern bei ihrem Verlobten und kam nur in das Haus, um nach Post zu sehen und nach dem Faxgerät zu schauen. Kameras, die sie zuvor beim Einkaufen aufnahmen, lieferten keinen Hinweis auf einen Verfolger.
Im Mai 2000 wurde der damals 40 Jahre alte Barry George als Verdächtiger verhaftet. Er wohnte in der Nähe von Dandos Wohnung und hatte eine Vorgeschichte von sexuellen Übergriffen, Stalking und Hochstapeleien, die insgesamt auf psychische Instabilität hinwiesen. Das Hauptindiz für seine Festnahme war ein mikroskopisches Schmauchpartikel in seinem Mantel, das aber keine eindeutige Zuordnung erlaubte. Außerdem wollte ihn ein Zeuge mehrere Stunden vor dem Mord am Tatort gesehen haben und George verwickelte sich beim Verhör in Widersprüche. Im Juli 2001 wurde er zu lebenslänglicher Haft verurteilt, aber wegen der dünnen Beweislage kam es bei der Wiederaufnahme sieben Jahre später zu einem Freispruch.
Es gab verschiedene Hypothesen über mögliche Täter: ein Auftragsmörder, ein enttäuschter Stalker, die Rache eines in der Sendung Crimewatch präsentierten Verdächtigen oder ein Vergeltungsakt von serbischer Seite. Für Letzteres sprach, dass kurz zuvor im Kosovokrieg der serbische Rundfunksender RTS von der NATO bombardiert worden war, wobei 16 Journalisten starben. Dando hatte vor ihrem Tod über kosovarische Flüchtlinge berichtet und zu Solidarität mit diesen aufgerufen.
Der Mordfall blieb unaufgeklärt.